# Alteració genètica
Una alteració genètica o malaltia genètica indica tota desviació de l'estat de salut total o parcial a la construcció genètica de l'individu, en el que factors ambientals poden complir una funció important en la gravetat de les síndromes. Una malformació congènita és una alteració genètica que comporta una anomalia morfològica. Per al reconeixement d'una malaltia genètica és molt important l'historial familiar acompanyat d'un arbre genealògic. Hi ha tres tipus de malalties genètiques:
- Alteracions monogèniques: en aquest cas només un gen està alterat i aquestes condicions s'hereten en forma autosòmica o lligada al sexe. Actualment hi ha més de 3.000 malalties lligades a aquest tipus, entre les quals hi ha algunes anèmies hereditàries, hemofílies i fins i tot alguns tipus de càncer.
- Anomalies cromosòmiques: es produeixen per un excés o bé defecte de material cromosòmic; en el primer cas pot causar la síndrome de Down i en el segon la síndrome de Turner.
- Alteracions multifactorials: és la interacció de diversos gens amb el medi ambient, que influeix en l'expressió poligènica. Algunes d'aquestes malalties són la hipertensió, l'arterioesclerosi i l'esquizofrènia.

## Algunes malalties genètiques
| Alteració                                                     | Mutació | Cromosoma | Cariotip |
| ------------------------------------------------------------- | ------- | --------- | -------- |
| Síndrome d'Angelman                                           | DCP     | 15        |          |
| Malaltia de Canavan                                           |         |           |          |
| Malaltia de Charcot-Marie-Tooth                               |         |           |          |
| Daltonisme                                                    | P       | X         |          |
| Síndrome de Down                                              | C       | 21        |          |
| Síndrome d'Edwards                                            | C       | 18        |          |
| Espina bífida                                                 | P       | 1         |          |
| Fenilcetonúria                                                | P       |           |          |
| Fibrosi quística                                              | P       | 7         |          |
| Hemofília                                                     | P       | X         |          |
| Síndrome d'Ehlers-Danlos i Síndrome de Hiperlaxitud articular | P       | 15        |          |
| Síndrome de Joubert                                           |         |           |          |
| Síndrome de Klinefelter                                       | C       | X         | 47 XXY   |
| Neurofibromatosi                                              |         |           |          |
| Malaltia de Pelizaeus-Merzbacher                              |         |           |          |
| Síndrome de Patau                                             | C       | 13        |          |
| Síndrome de Prader-Willi                                      | DC      | 15        |          |
| Malaltia de Tay-Sachs                                         | P       | 15        |          |
| Síndrome de Turner                                            | C       | X         | 45 X0    |

- P - Mutació puntual, o qualsevol inserció/deleció d'un gen o part d'un gen
- D - Absència d'un gen o gens
- C - Un cromosoma sencer extra, falta o ambdós